# أكا هوج
أكا هوج (بالإنجليزية: Aka Høegh) (من مواليد 16 ديسمبر 1947) هي فنانة من جرينلاند وُلدت في كوليسات بجزيرة ديسكو، وانتقلت إلى كاكورتوك في طفولتها، وعاش في جنوب جرينلاند منذ ذلك الحين. كرسامة وفنانة تصويرية ونحاتة، تركزت أعمال على التعبيرية القومية، وخلق الفن الذي يعكس الأساطير المحلية والتقليدية والفن الغارق في التراث والتقاليد المحلية. كثيرًا ما تضم هوج الأساطير والخوارق الطبيعية في أعمالها، وتبني روابط قوية بين فنها وتقاليدها المحلية. اعتبرت هوج خلال السبعينيات من القرن الماضي كالفنانة الرئيسية في تأسيس هوية فنية لجرينلاند.تم تكريمها بأمر ملكي في سبتمبر 2013.

## أعمالها الرئيسية
يعتبر المشروع الفني «الصخر والإنسان» بين عامي 1993 و1994 في بلدتها كاكوتورك في جنوب جرينلاند هو الأكثر شهرةً بين أعمالها. يتكون العمل من قطعة ديناميكية مستمرة، مع إضافة المزيد من القطع إلى فواصل زمنية شبه منتظمة. شارك في المشروع في البداية 18 فنانًا من السويد وفنلندا والنرويج وجزر فارو.
وبصفتها عضوًا في مجموعة الفنانين العالميين «الفن من أجل الحياة-Art for Life»، تعاونت هوج مع أحد عشر فنانًا آخر لإنتاج أكبر لوحة في العالم في إسبانيا. كان حجم الرسم المتوقع هو 24.644 متر مربع.
وبصرف النظر عن كونها طالبة في الأكاديمية الملكية الدنماركية للفنون الجميلة في كوبنهاغن، إلا أنها اختارت التعلم الذاتي.

## المعارض والتعاون الدولي
أقامت هوج معارض فردية في جرينلاند والدنمارك وجزر فارو وأيسلندا وألاسكا وألمانيا وفنلندا والسويد ولاتفيا والنرويج، فضلاً عن المعارض الجماعية في معظم أنحاء أوروبا. مثلت هوج جرينلاند في معرض «اسكندنافيا اليوم» في الولايات المتحدة والمكسيك وليتوانيا.
يمكن العثور على أعمال هوج الفنية في العديد من المباني العامة في جرينلاند. تشمل أعمالها أعمال الإغاثة خارج المدرسة الشعبية للعمال في بلدتها، كما تزين أعمالها مدخنة محطة الطاقة الجديدة كذلك.

## حياتها الشخصية
تزوجت هوج من المصور الفوتوغرافي والفنان السينمائي إيفارس سيليز منذ عام 1976. أنجب الزوجان طفلين، إينوك سيليس هوج (من مواليد 1972) وبولاتا سيليس هويج (من مواليد 1981)، وكلاهما من الفنانين اليوم.